# Francesca Coluccio
Francesca Coluccio (Asti, 1º aprile 1990) è una calciatrice italiana, difensore dell'Atletico Oristano.

## Caratteristiche tecniche
Terzino destro che in caso di necessità può adattarsi anche a sinistra.

## Biografia
Laureata in ingegneria presso il Politecnico di Torino.

## Carriera
Cresciuta nelle giovanili del Torino, fa il suo esordio in serie A a soli quindici anni, diventando la veterana della squadra granata nonostante la giovane età. Nel finale della stagione 2011/12 si infortuna gravemente al ginocchio nel corso della partita contro il Brescia del girone di ritorno, riportando la rottura del legamento crociato anteriore sinistro.
Con il Torino ha vinto un campionato Primavera, nella stagione 2006/07 battendo in finale il Firenze.
Dopo un lungo periodo di inattività per la necessaria riabilitazione trova un accordo con l'Atletico Oristano allenato da Manuela Tesse che la inserisce in rosa a stagione 2014-2015 già iniziata, ritornando al gol durante il turno preliminare di Coppa Italia.
Durante il calciomercato estivo 2015 trova un accordo con il neopromosso Luserna che le offre l'opportunità di giocare nuovamente in Serie A, tuttavia nel corso della stagione 2015-2016 non riesce a trovare spazio venendo impiegata dal mister Tatiana Zorri solo in Coppa Italia. Durante il calciomercato invernale trova un nuovo accordo con l'Atletico Oristano per tornare a vestire la maglia della squadra sarda.

## Palmarès

### Giovanili
- Campionato Primavera (calcio femminile): 1

Torino: 2006-2007